# Historia de Niue

Niue es una isla de Oceanía cuyos primeros habitantes fueron viajeros polinesios procedentes de Tonga, que llegaron en el siglo X d. C. Nuevos colonos procedentes de Samoa llegaron hacia la década de 1440.
Hasta comienzos del siglo XVIII parece que no se estableció una institución de gobierno ni surgió un líder tribal en Niue. Anteriormente, los jefes y cabezas de familia ejercían su autoridad conjunta sobre varios segmentos de la población. En el siglo XVIII se introdujo una monarquía, que parece haber surgido a partir del contacto con Samoa o Tonga. Desde entonces comenzó una dinastía sucesoria de putu-iki, que gobernaron la isla. El primero de ellos fue Puni-mata. Tui-toga, que reinó entre 1875 hasta 1887 fue el primer rey cristiano de Niue. (Véase: Lista de monarcas de Niue)
El capitán James Cook y su tripulación fueron los primeros europeos en avistar la isla de Niue, pero no consiguieron desembarcar debido a la feroz oposición de la población local, según la Enciclopedia Británica de 1911 parece que entre los nativos se había extendido el temor de que los extranjeros trajesen enfermedades que ya habían devastado otras islas del Pacífico. Debido a esta reacción, James Cook bautizó Niue como "Isla Salvaje".
A mediados del siglo XIX misioneros cristianos de la Sociedad Misionera de Londres habían convertido a la población nativa de Niue. En el año 1887 el rey Fataaiki escribió a la reina Victoria del Reino Unido una petición para que Niue fuese situada bajo la protección del Imperio Británico, pero fue declinada. En 1900, en respuesta a peticiones renovadas, la isla se convirtió en un protectorado británico, y al año siguiente fue anexionada por Nueva Zelanda. Debido a la lejanía de Niue, así como sus diferentes lingüísticas y culturales por sus lazos con Polinesia y las Islas Cook, la isla fue administrada separadamente.
Durante la Primera Guerra Mundial, 150 hombres de Niue, el 4 % de la población de la isla en ese período, sirvieron como soldados en el ejército neozelandés.
Niue consiguió su autonomía en el año 1974, estableciendo un estatuto de libre asociación con Nueva Zelanda, que administra el sector militar y los asuntos exteriores de la isla. Niue había recibido una oferta de autonomía en el año 1965 (junto con las Islas Cook), pero decidió demorar su autonomía durante algunos años más.
En enero del año 2004 Niue fue afectada por el devastador ciclón Heta, que dejó sin hogar a más de 200 de los 1600 habitantes de la isla. Varios de los residentes locales decidieron no reconstruir sus casas y marcharse de Niue, por lo que el ministro neozelandés de Asuntos Exteriores, Phil Goff, afirmó que el estatus de Niue como nación autónoma en libre asociación con Nueva Zelanda podría ser cuestionado si demasiados residentes de la isla se marchaban y el gobierno de Niue se mostraba incapaz de mantener los servicios básicos. Poco después el primer ministro de Niue, Young Vivian rechazó categóricamente la posibilidad de alterar la relación existente con Nueva Zelanda.
La población de la isla continúa mostrando una tendencia descendente (desde un máximo de unos 5.200 habitantes en el año 1960 a unos 2.100 en el año 2000), con una emigración sustancial a Nueva Zelanda.